# Engelbert Seibertz
Engelbert Seibertz (20. dubna 1813 Brilon (Sársko) – 2. října 1905 Arnsberg (Severní Porýní-Vestfálsko)) byl německý malíř, působící též v Praze, kde se stýkal např. s Josefem Mánesem.

## Život

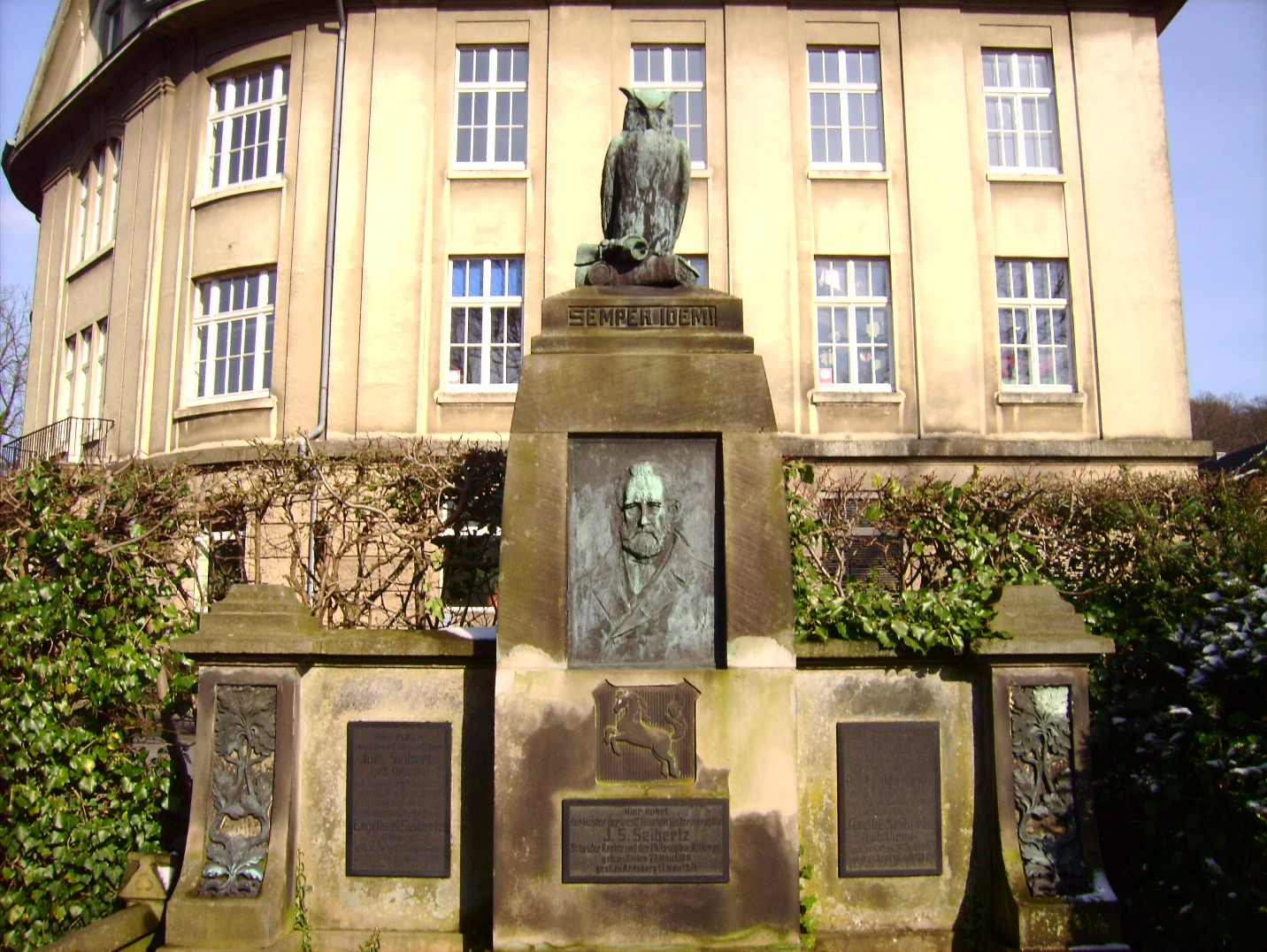
Hrob rodiny Seibertzových v Arnsbergu

Engelbert Seibertz byl nejstarší syn Johanna Suiberta Seibertze (1788–1871), doyena vestfálské historie. Jeho synovcem byl stejnojmenný berlínský kostelní architekt Engelbert Seibertz jun.
V sedmnácti letech odešel do Düsseldorfu na místní uměleckou akademii. V roce 1832 se přestěhoval do Mnichova, kde studoval na Královské umělecké akademii.
V letech 1835 až 1841 se Seibertz vrátil do Brilonu, kde tvořil skici a ilustrace pro Goethova Fausta. V letech 1841 až 1848 působil v Praze.
Od roku 1850 do roku 1870 žil opět v Mnichově. Vytvořil na 300 děl pro bavorského krále Maxmiliána II., včetně dvou monumentálních fresek v Maximilianeu, z nichž jedna se tam dochovala. Pro glasgowskou katedrálu navrhl Seibertz vitráže (které byly odstraněny během druhé světové války a nebyly restaurovány). V roce 1870 se malíř vrátil do Arnsbergu.
Seiberts se dožil 92 let a byl proto ve své době označován za „nejstaršího německého malíře“. Je pohřben na hřbitově Eichholz v Arnsbergu.

### Pobyt v Praze
V Praze byl policejně hlášen na Malé Straně, v č. p. 282 (roh Mostecké a Lázeňské ulice). Žil zde sám, rodinu neměl.

## Dílo

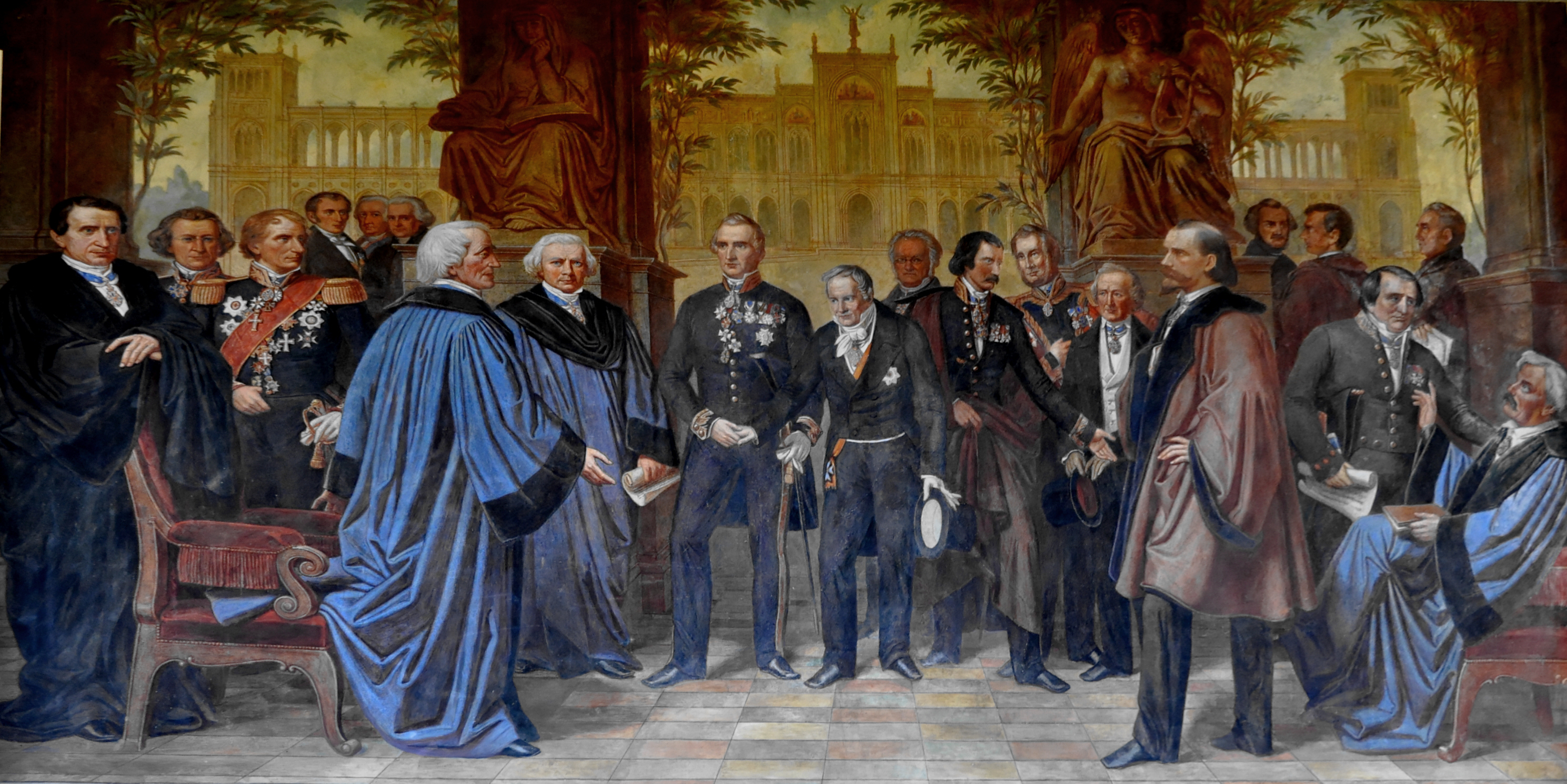
Uvedení Alexandra von Humboldt mezi rytíře Maximilianova řádu (Mnichov, Maximilianeum)

Za života Engelberta Seibertze byly za jeho nejvýznamnější dílo považovány nástěnné malby Shromáždění významných diplomatů v době vídeňského kongresu a Uvedení Alexandra von Humboldt mezi rytíře Maximilianova řádu v mnichovském paláci Maximiliania.
Byl znám jako portrétista a autor historických maleb, v době pobytu v Praze též jako karikaturista.

## Galerie

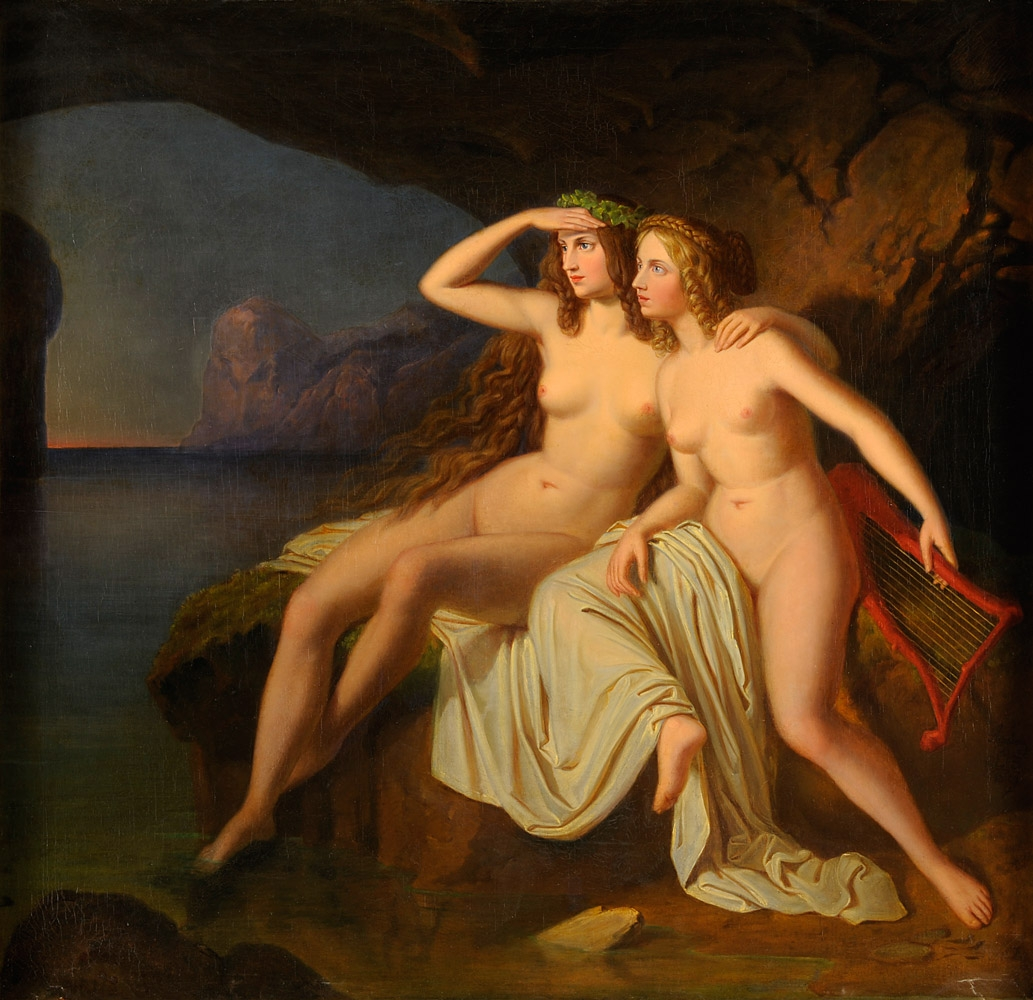
Dvě nymfy (1849)
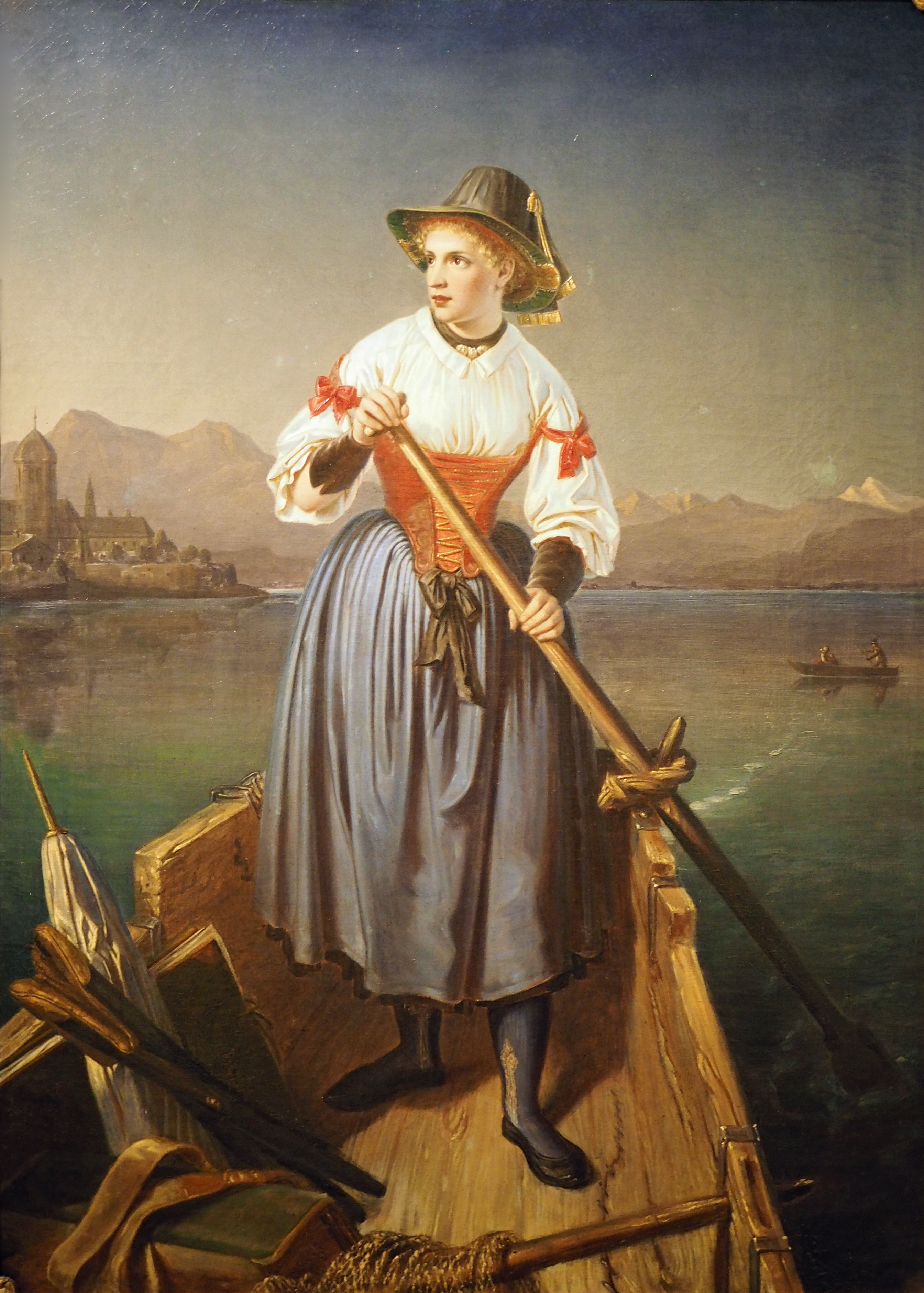
Rybářka od Chiemského jezera (asi 1850)
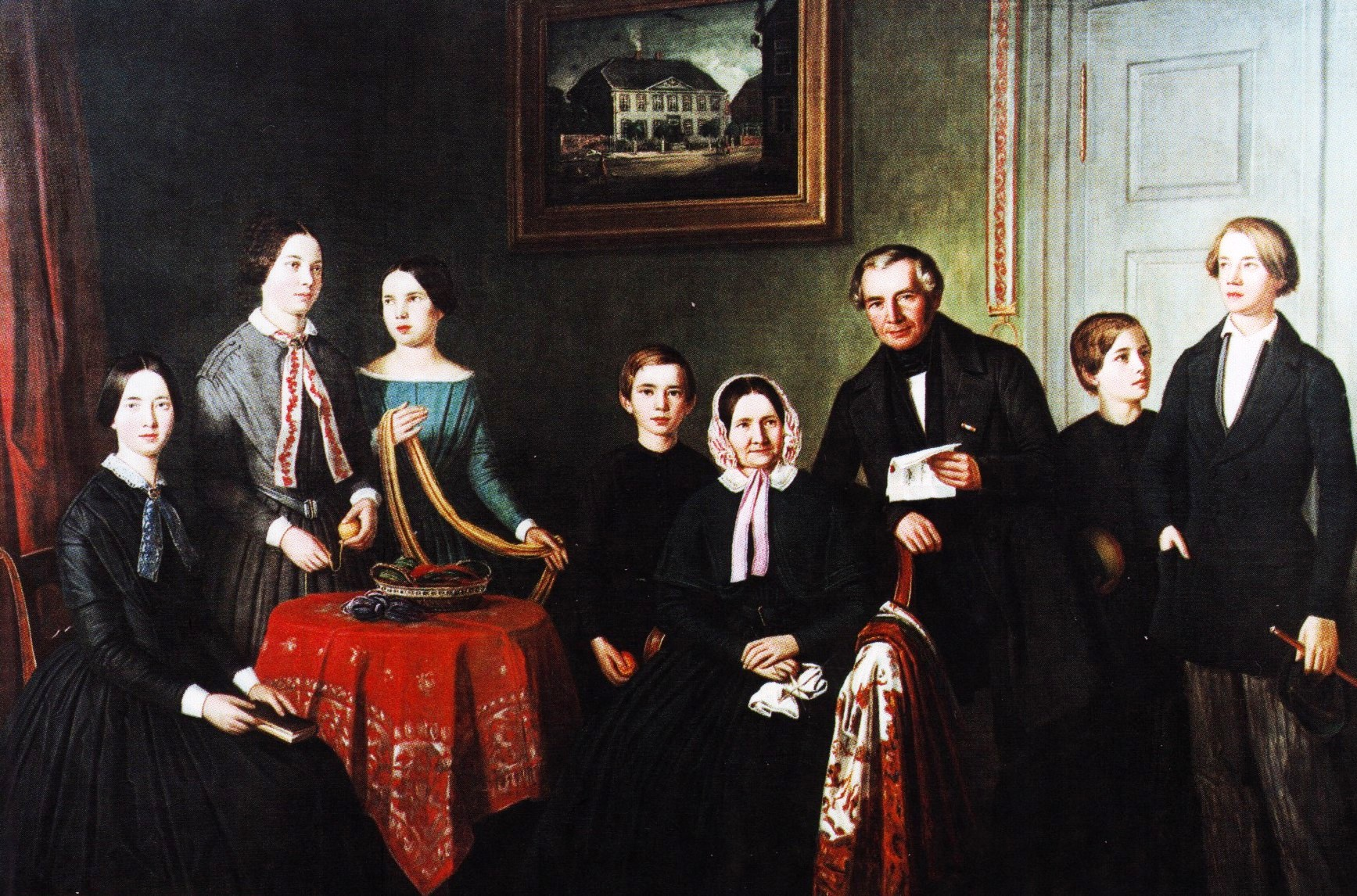
Friedrich Wilhelm Brökelmann s rodinou (1850)
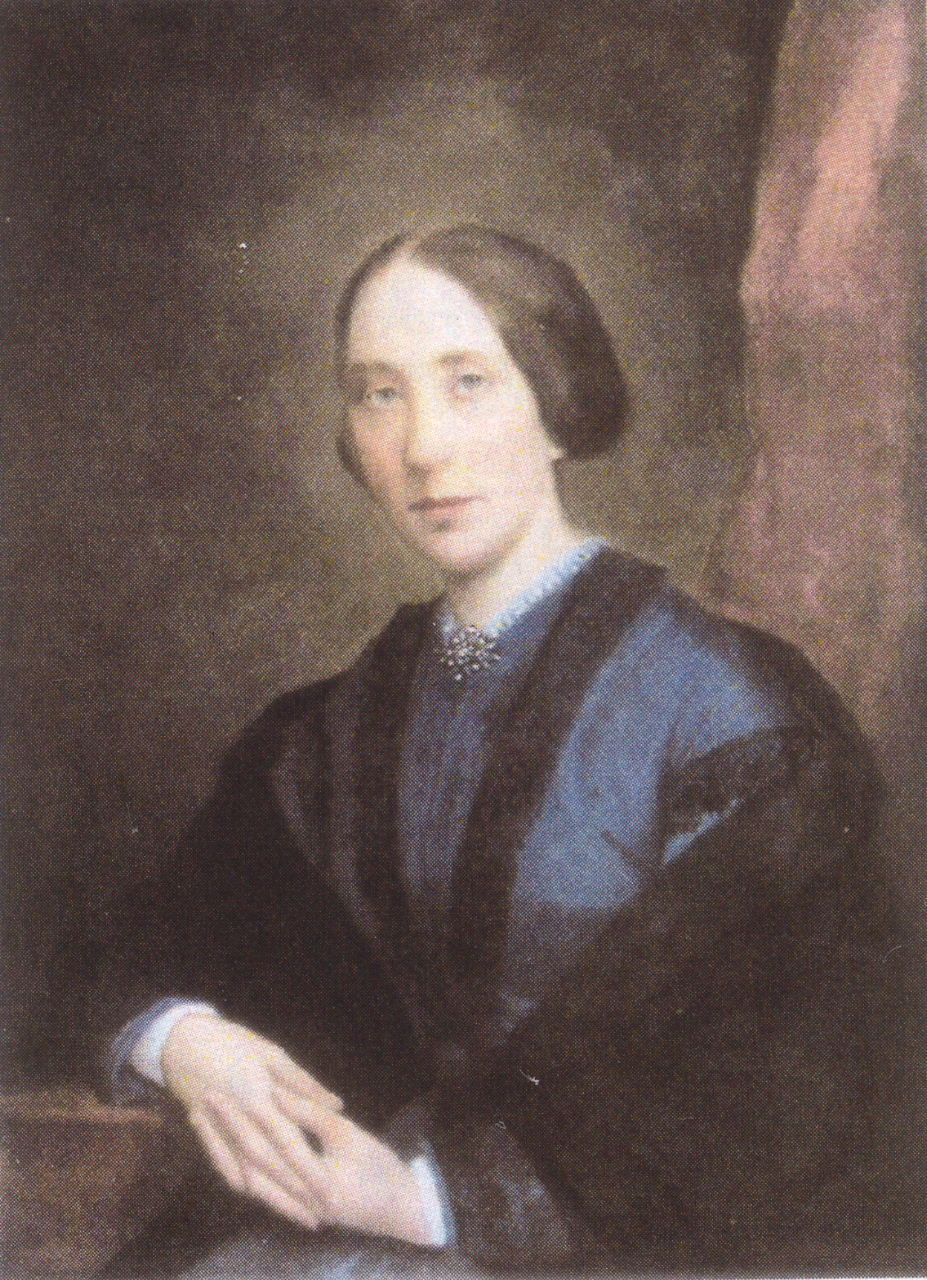
Emma Viebahnová (Landfort (Nizozemsko), 1870)
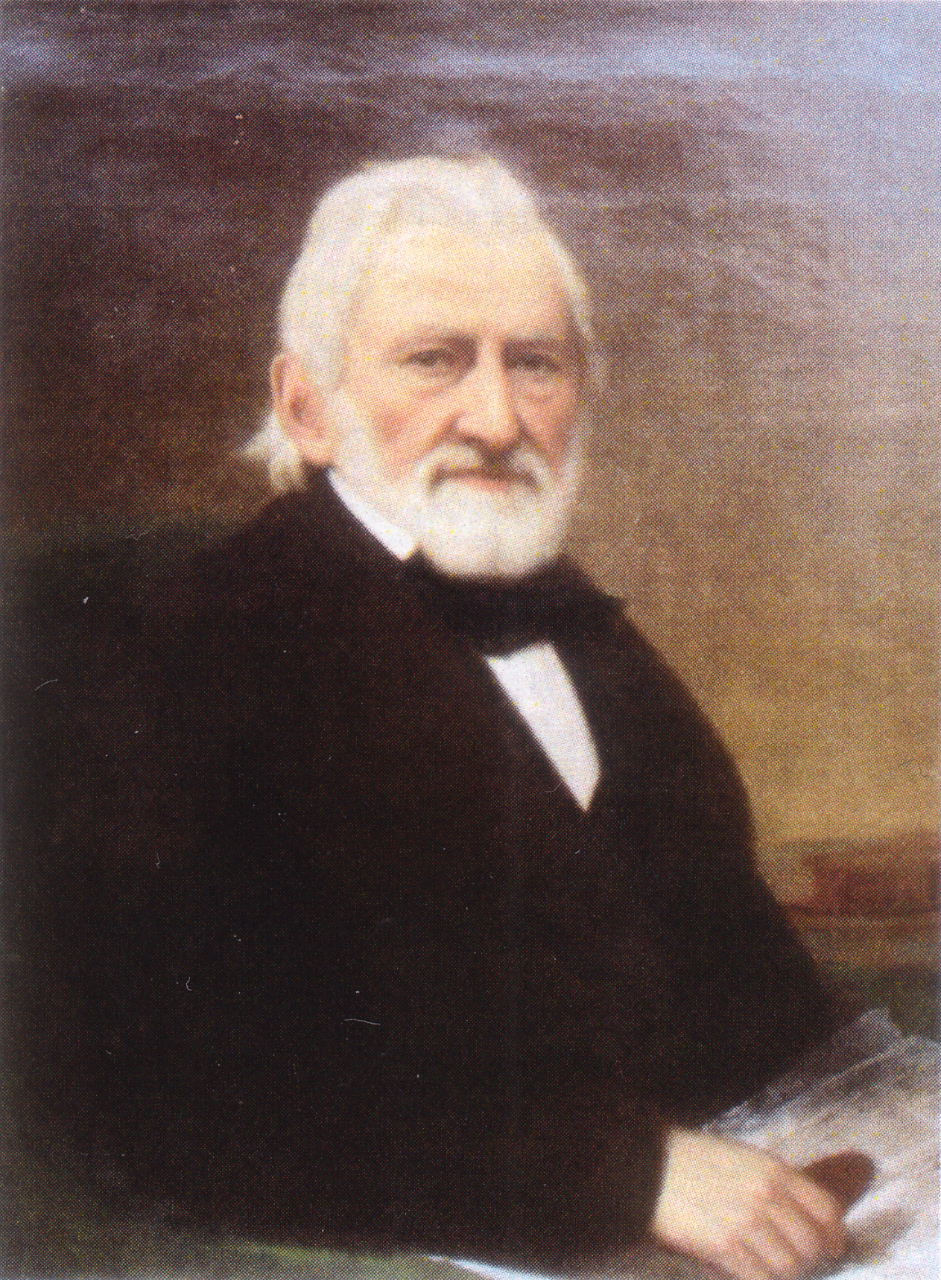
Albert Luyken starší (Landfort, 1870
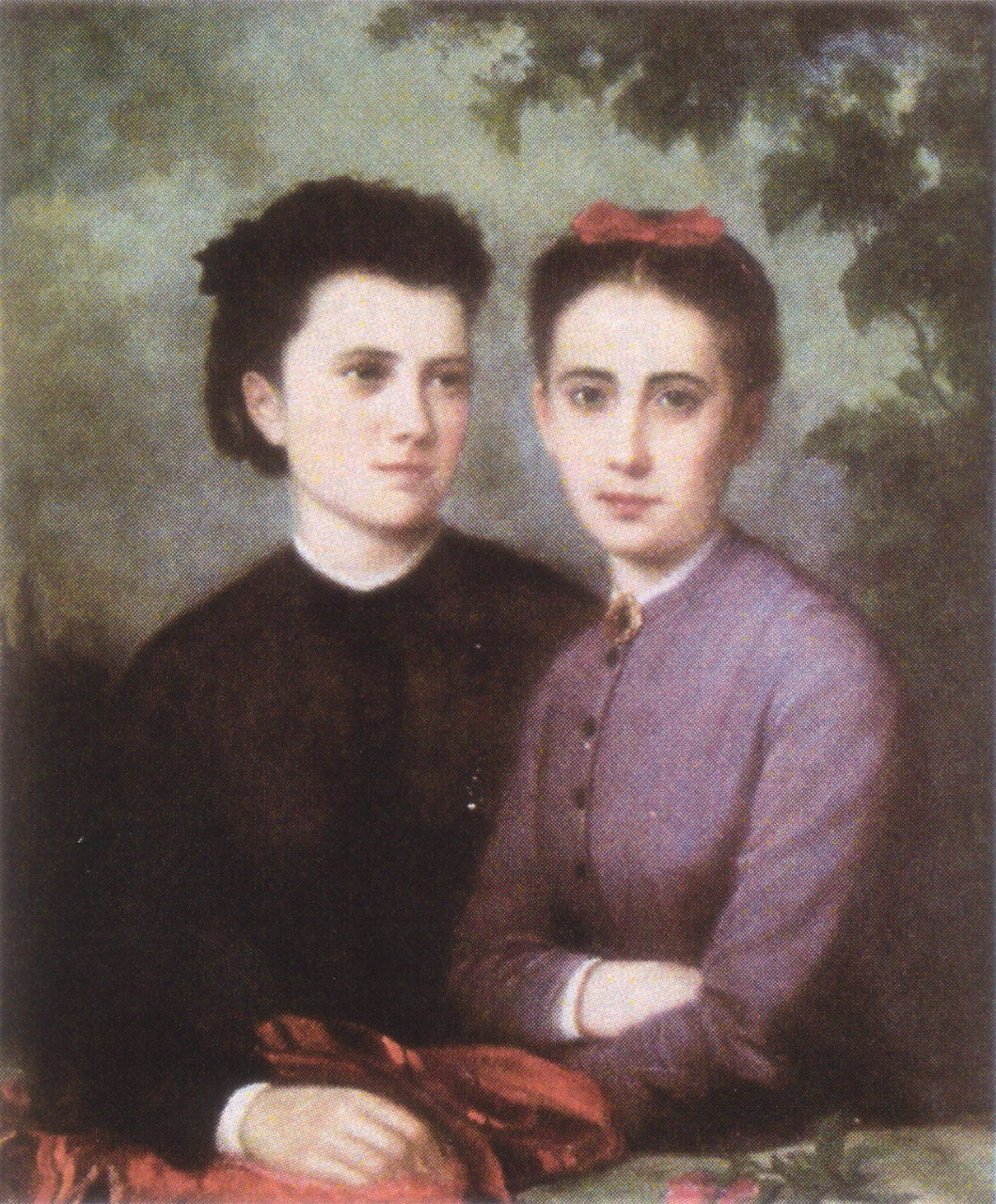
Albertina und Helena Luykenová (Landfort, 1870)
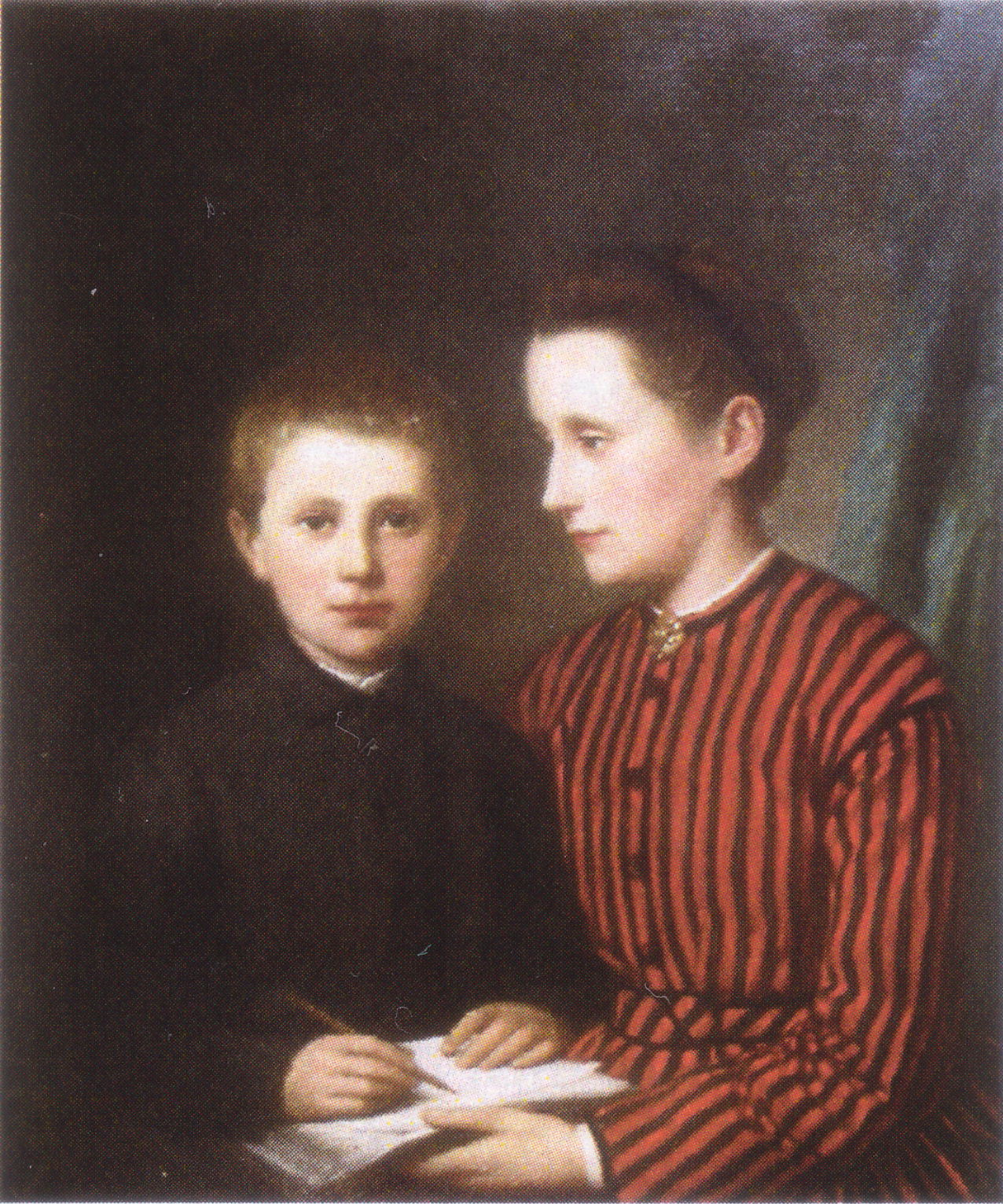
Carl und Emma Luykenovi (Landfort, 1870)
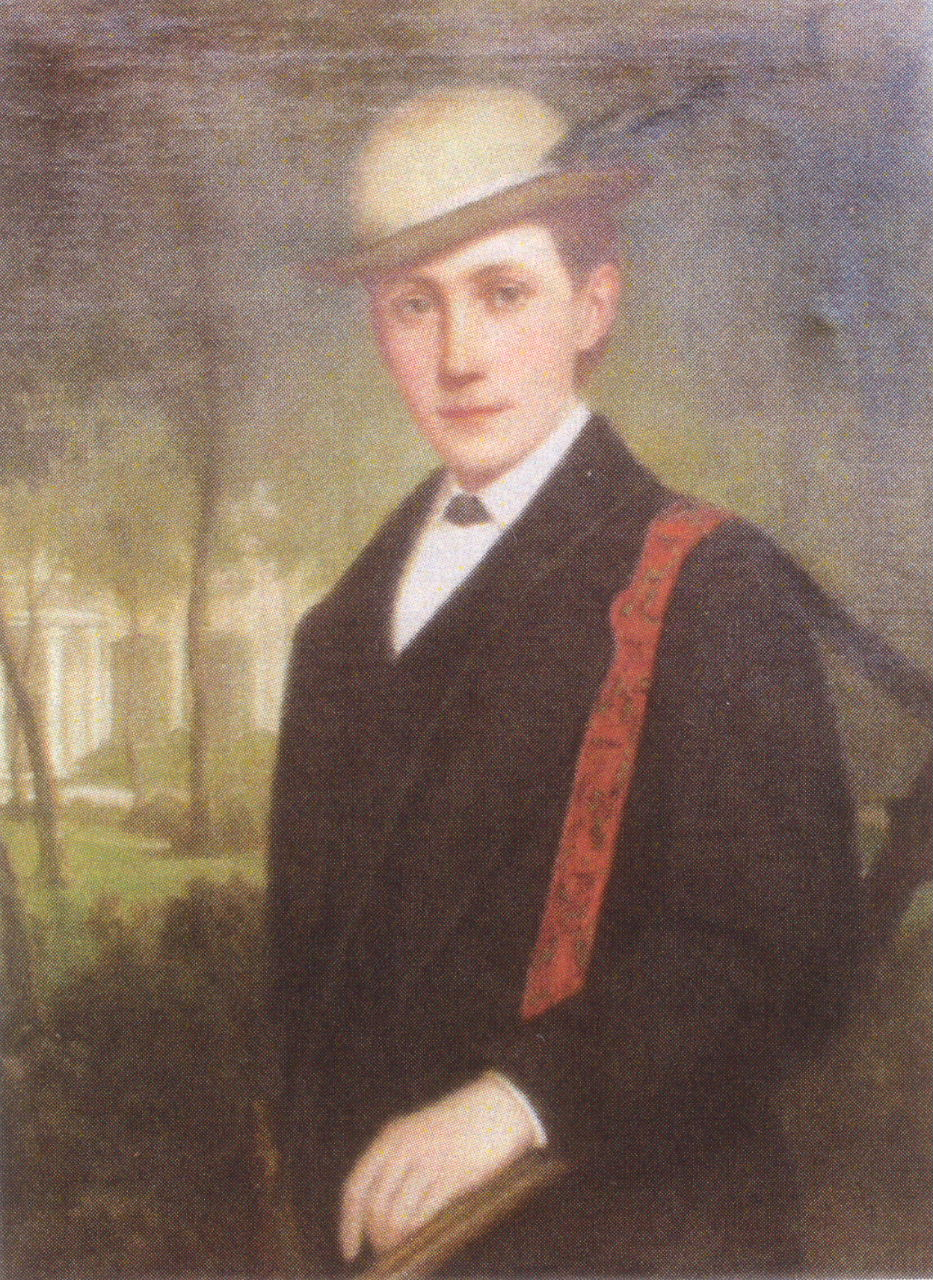
Albert Luyken jr. (Landfort, 1870)
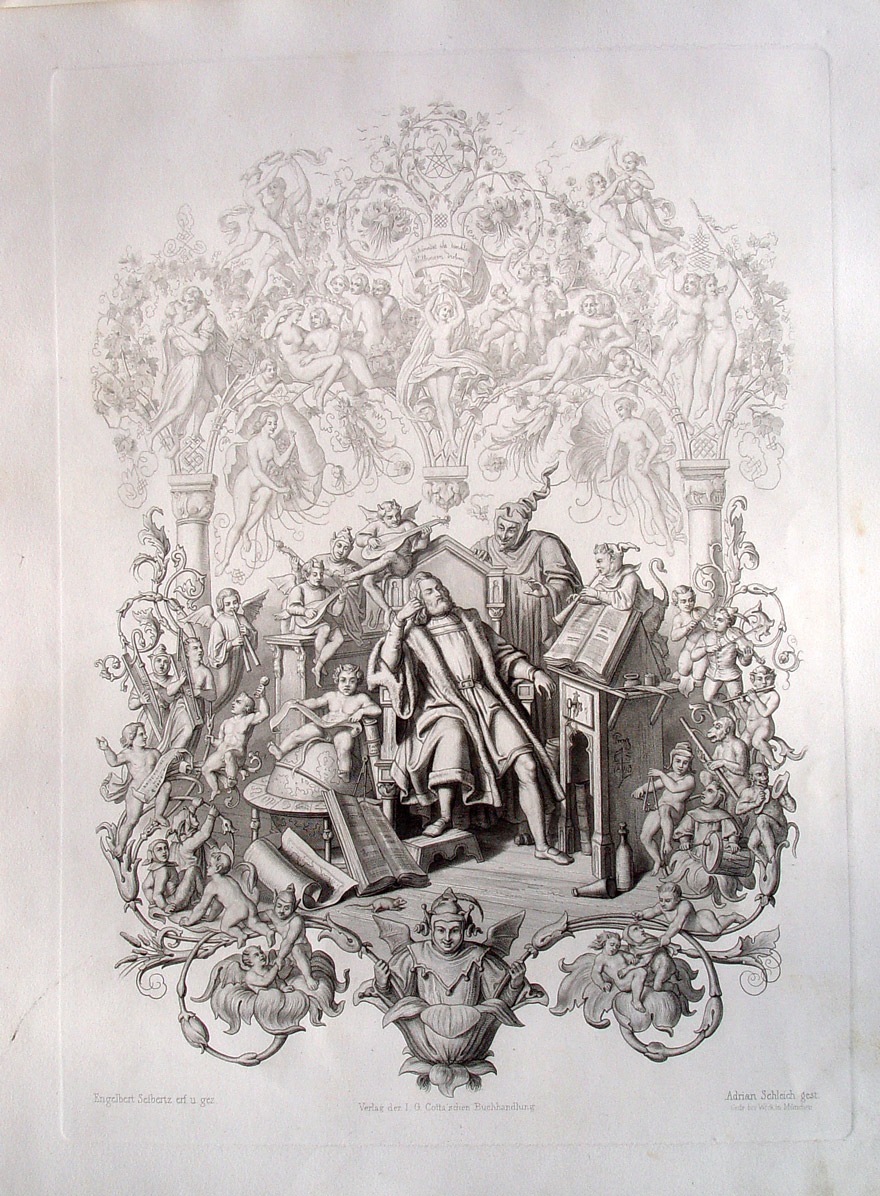
Ilustrace ke Goetheově Faustovi (rytina dle E. Seibertze, 1854)

## Zajímavost – karikatura Josefa Mánesa

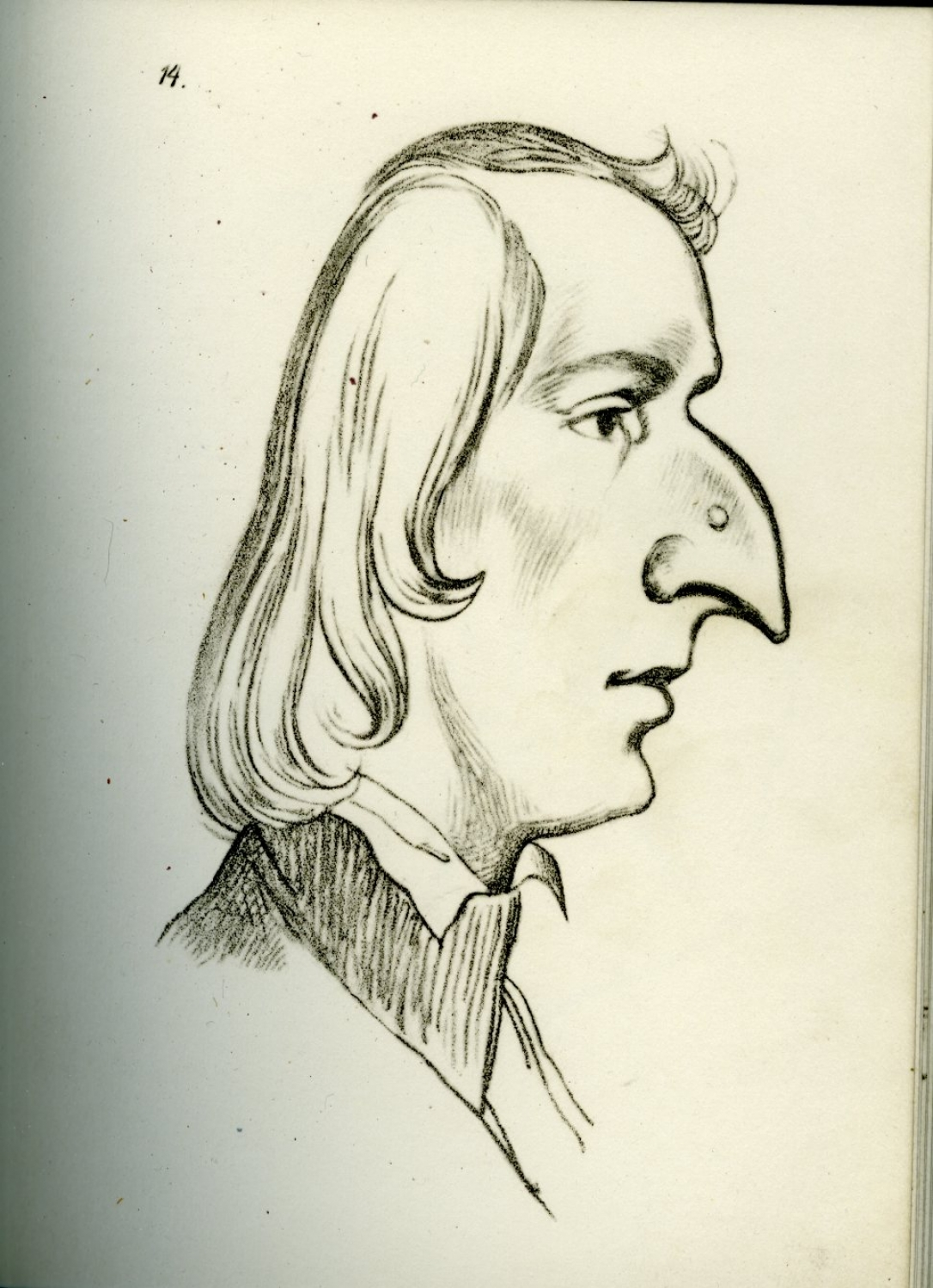
Engelbert Seibertz: Karikatura Josefa Mánesa

V letech 1842-43 docházel Engelbert Seibertz na setkání umělců na nedělních večerech pořádaných hrabětem Thunem. Karikatury, které zde vytvořil, vyšly knižně v roce 1928 v pražském nakladatelství Láďa Ehrlich a Ota Lebenhart.
František Kožík zachytil v životopisném románu Josef Mánes fiktivní setkání Engelberta Seibertze a Josefa Mánese na večeru umělců u hraběte Thuna, kde vznikla i Mánesova karikatura. Seibertz zde měl dle Kožíka vyslovit názor, že Mánes je velmi podobný Ferenci Lisztovi.